# MS Hans Hedtoft
MS Hans Hedtoft – duński statek towarowo-pasażerski, który zderzył się z górą lodową i zatonął 30 stycznia 1959 podczas swej dziewiczej podróży. Nikt z załogi i pasażerów statku nie ocalał. Jedynym odnalezionym fragmentem wyposażenia było koło ratunkowe.

## Historia
„Hans Hedtoft” został zbudowany w stoczni Frederikshavns Værft we Frederikshavn północnej Danii. Został zwodowany 13 sierpnia, a oddany do eksploatacji 17 grudnia 1958. Miał podwójne dno i sześć grodzi wodoszczelnych oraz specjalnie wzmocnione dziób i rufę. Statek został zaprojektowany jako jednostka, która miała, bez względu na porę roku, utrzymywać połączenie pomiędzy Danią i Grenlandią. Podobnie jak „Titanic”, „Hans Hedtoft” miał nitowany kadłub, co krytykował Knud Lauritzen, właściciel statku. Lauritzen twierdził, że nitowany kadłub nie jest tak odporny na ciśnienie mas lodu jak spawany.
„Hans Hedtoft” wyruszył z Kopenhagi w swą dziewiczą podróż 7 stycznia 1959. Drogę do Julianehaab na Grenlandii odbył w rekordowym czasie. „Hans Hedtoft” zawinął także do Nuuk, Sisimiut i Maniitsoq, po czym powrócił do Julianehaab.

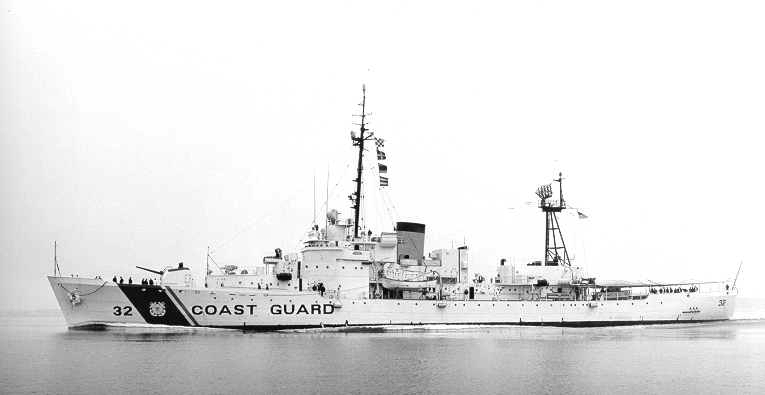
Kuter oceaniczny USCGC „Campbell”

29 stycznia statek rozpoczął drogę powrotną. Na pokładzie znajdowało się 40 członków załogi, 55 pasażerów, a w ładowniach transport mrożonych ryb. Jednym z pasażerów był poseł do duńskiego parlamentu (Folketingetu) Augo Lynge. Następnego dnia „Hans Hedtoft” zderzył się z górą lodową około 35 Mm na południe od Przylądka Farvel, najdalej na południe wysuniętego punktu Grenlandii. Wołanie o pomoc zostało wysłane o godz. 13.56 (czasu lokalnego), przy czym załoga informowała, że statek zderzył się z górą lodową w miejscu określonym jako 59°30′N i 43°00′W. Sygnał został odebrany przez amerykański okręt United States Coast Guard, USCGC „Campbell”, niemiecki trawler „Johannes Krüss” z Bremerhaven i jeszcze jeden niemiecki trawler. Po godzinie odebrano kolejną depeszę informującą, że zalana została maszynownia statku. O 15.12 radiostacja statku podała, że jednostka tonie. O godzinie 17.41 wysłana została ostatnia depesza powiadamiająca, że statek powoli tonie i domagająca się natychmiastowej pomocy. Samoloty na lotniskach Nowej Fundlandii były uziemione ze względu na fatalne warunki atmosferyczne i nie mogły wziąć udziału w poszukiwaniach. Pierwszych kilka sygnałów SOS „Johannes Krüss” odebrał o 17.41, po czym kontakt z „Hansem Hedtoftem” ostatecznie się urwał. 31 stycznia USCGC „Campbell” donosił, że warunki pogodowe są bardzo złe i że nie ma śladu statku „Hans Hedtoft”, jego pasażerów i załogi. Akcję poszukiwawczą przerwano 7 lutego. Jedynym kiedykolwiek odnalezionym śladem tragedii była kamizelka ratunkowa wyniesiona na brzeg w dziesięć miesięcy po zatonięciu statku. Statek zabrał ze sobą na dno oceanu rejestry parafialne miast grenlandzkich, które miały być zdeponowane w duńskich archiwach państwowych, co spowodowało nieodwracalne straty w danych genealogicznych Grenlandii. Na skutek tej tragedii zamknięte wcześniej lotnisko w Narsarsuaq zostało ponownie otwarte. Powstał fundusz pomocy dla rodzin ofiar tragedii. W ciągu dwóch miesięcy dziesięć krajów zebrało kwotę 40 tysięcy koron duńskich (w tamtym czasie 2000 funtów). Ostatecznie kwota rekompensat dla krewnych ofiar wyniosła 1 184 936 koron (czyli 59 tysięcy funtów).
Podobnie jak RMS „Titanic”, MS „Hans Hedtoft” był uważany za najbezpieczniejszy statek i opisywany jako „niezatapialny”.

## Upamiętnienie
30 stycznia 2005 roku królowa Małgorzata II dokonała odsłonięcia w Kopenhadze pomnika upamiętniającego 95 ofiar katastrofy statku „Hans Hedtoft”.